# Kulpara
Kulpara är en ort i Australien. Den ligger i kommunen Barunga West och delstaten South Australia, omkring 110 kilometer nordväst om delstatshuvudstaden Adelaide.
Trakten är glest befolkad. Närmaste större samhälle är Port Wakefield, omkring 17 kilometer sydost om Kulpara.
Trakten runt Kulpara består till största delen av jordbruksmark. Genomsnittlig årsnederbörd är 576 millimeter. Den regnigaste månaden är juni, med i genomsnitt 90 mm nederbörd, och den torraste är december, med 12 mm nederbörd.